# COVAX
El Fondo de Acceso Global para Vacunas Covid-19 (en inglés: Covid-19 Vaccines Global Access, COVAX) es una alianza impulsada por actores públicos y privados con el objetivo de garantizar el acceso equitativo a las vacunas que se logren desarrollar contra la COVID-19. Actualmente forman parte de esta alianza 190 países.
La iniciativa está dirigida por la Alianza Mundial para las Vacunas y la Inmunización (GAVI), la Coalición para las Innovaciones en Preparación para Epidemias (CEPI) y la Organización Mundial de la Salud (OMS).
Es uno de los pilares del Acceso acelerado de herramientas contra el COVID-19, una alianza lanzada en abril de 2020 por la Organización Mundial de la Salud, la Comisión Europea y el Gobierno de Francia.

## Historia
El primer país en beneficiarse del programa fue Ghana, que recibió 600.000 vacunas el 25 de febrero de 2021 en el Aeropuerto de Acra.
En febrero de 2021, la OMS y Chubb Limited anunciaron el lanzamiento de un esquema de compensación sin interés para las vacunas COVID-19 para países de ingresos bajos y medianos que se financiaría inicialmente a través de los fondos de donantes de Gavi-COVAX-AMC.
El 1 de marzo de 2021, los trabajadores de primera línea y los funcionarios públicos de Costa de Marfil se convirtieron en las primeras personas en ser inoculadas con vacunas COVID-19 enviadas mediante el mecanismo COVAX. Más de 500.000 dosis de la Vacuna de Oxford-AstraZeneca para la COVID-19 fabricada por el Instituto Suero de India habían sido enviadas a la ciudad de Abiyán la semana anterior. UNICEF envió las vacunas desde Bombay. Así, la primera persona en vacunarse contra la Covid-19 con vacunas financiadas mediante COVAX, fue el secretario general de la Presidencia de Costa de Marfil, Patrick Achi. 
El 5 de marzo de 2021, Moldavia recibió 14.400 unidades de vacuna COVID-19 Oxford – AstraZeneca a través de COVAX, convirtiéndose en el primer país europeo en hacerlo. Rumania ya había donado al país 21.600 dosis de la misma vacuna unos días antes. A este le siguió Bosnia y Herzegovina el 25 de marzo, que recibió 24,300 unidades de la vacuna de Pfizer-BioNTech y 26,400 unidades de la de Oxford – AstraZeneca a través de COVAX. Otro de los países que se ha comprometido con esta causa son los Emiratos Árabes Unidos que han realizado una contribución de vacunas y apoyo logístico a COVAX. A fin de marzo de 2021, los Emiratos Árabes Unidos comenzaron a producir Hayat-Vax, la versión renombrada de la vacuna china Sinopharm, y desde ese entonces, el país donó dosis a varios países africanos.
En América, el primer país en recibir vacunas mediante COVAX fue Colombia, y en Asia fue Irán. 
Para el 6 de abril de 2021, la alianza había entregado 32.000.000 de vacunas en el mundo. El 8 de abril, al entregar dosis a Santa Lucía, la alianza completó la centena de países con vacunas suministradas.

## Funcionamiento

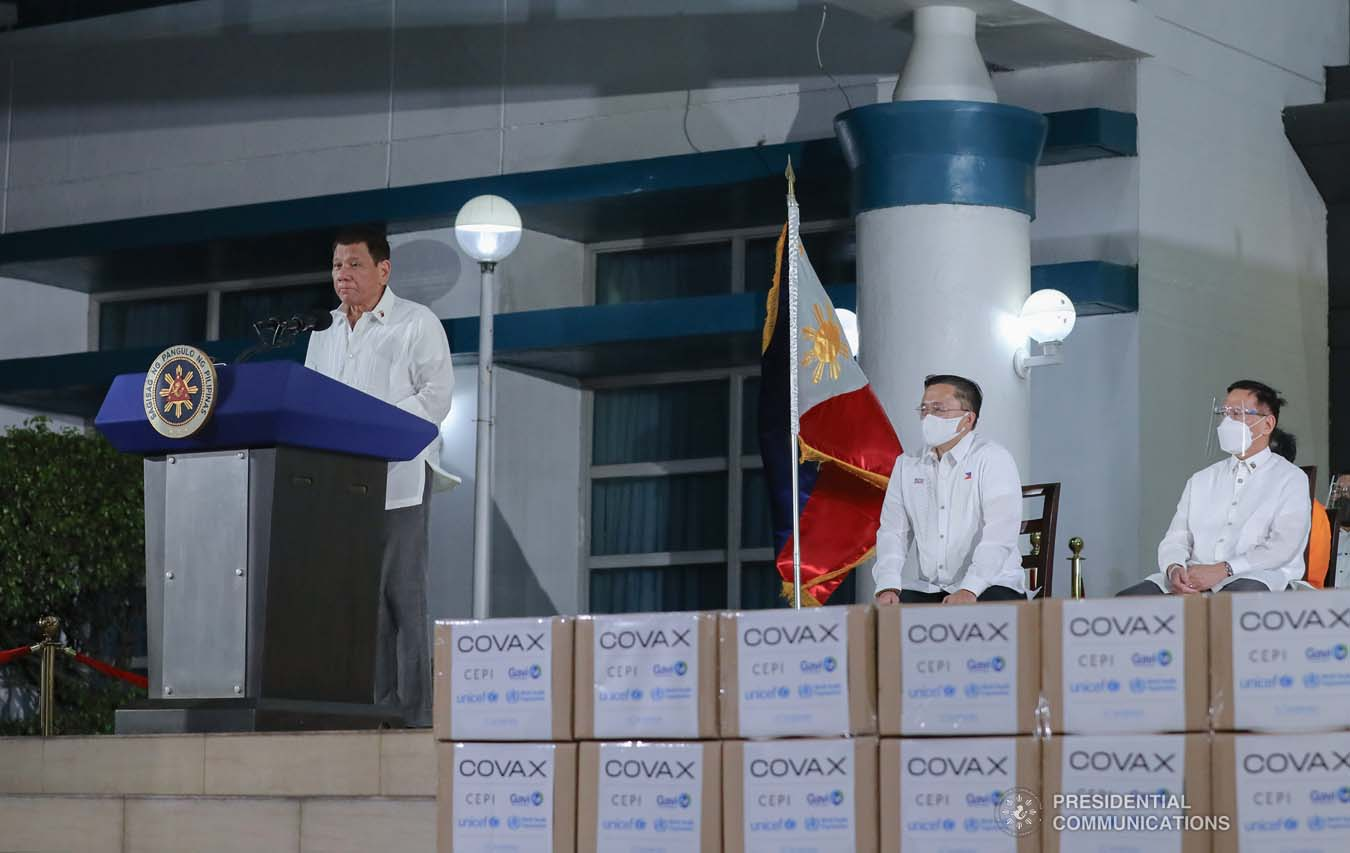
Discurso del presidente filipino Rodrigo Duterte, el 4 de marzo de 2021, tras recibir 487.200 dosis mediante el mecanismo.

La alianza COVAX recoge más de 140 proyectos de vacunas que se están desarrollando actualmente. El objetivo es que mientras la iniciativa apoya la búsqueda, desarrollo y producción de las vacunas, una vez estas sean terminadas y aprobadas por las autoridades sanitarias, los laboratorios se comprometan a venderlas a la alianza, en vez de venderlas a particulares o a estados de manera individual.
La alianza se compone por dos grupos de países: los "autofinanciados", países ricos que contribuirán con fondos para sostener el proyecto y los "financiados", países más pobres que se beneficiarán de la contribución de los primeros. Una vez se tengan listas las vacunas, los autofinanciados, que pagarán un precio más reducido o, incluso, nulo, podrán pedir vacunas suficientes para cubrir desde el 10% hasta el 50% de su población, mientras que los demás obtendrán vacunas suficientes para el 20% de su población; sin embargo, los países ricos no podrán pedir más vacunas de las suficientes para el 20% de la población hasta que todos los demás países hayan vacunado a ese porcentaje de sus poblaciones. Además, separará el 5% de sus compras para distribuirlas a los migrantes y refugiados.

## Distribución

### Primera fase
El 3 de febrero de 2021, GAVI, la OMS y UNICEF publicaron la distribución país por país de las vacunas de Pfizer-BioNTech y Oxford-AstraZeneca pronosticadas para la primera mitad de 2021. La proyección inicial incluye 1,2 millones de dosis de la vacuna Pfizer./BioNTech en el primer trimestre de 2021 y 336 millones de dosis de la vacuna COVID-19 Oxford-AstraZeneca en el primer semestre de 2021 para los 145 participantes de las instalaciones de COVAX. Se espera que los trabajadores de la salud y los más vulnerables reciban las primeras dosis, que se prevé que alcancen aproximadamente el 3.3% de la población total de cada país participante para fines del primer semestre de 2021.
Principales beneficiarios de la distribución de las vacunas (3 de febrero de 2021) son:
| País                            | Condición del país en la alianza | Total de dosis |
| ------------------------------- | -------------------------------- | -------------- |
| India                           | País financiado                  | 97.164.000     |
| Pakistán                        | País financiado                  | 17.160,000     |
| Nigeria                         | País financiado                  | 16.008,000     |
| Indonesia                       | País financiado                  | 13.708,800     |
| Bangladés                       | País financiado                  | 12.792,000     |
| Brasil                          | País autofinanciado              | 10.672,800     |
| Etiopía                         | País financiado                  | 8.928,000      |
| República Democrática del Congo | País financiado                  | 6.948,000      |
| México                          | País autofinanciado              | 6.472.800      |
| Filipinas                       | País financiado                  | 5,617,800      |
| Egipto                          | País financiado                  | 5.138.400      |
| Vietnam                         | País financiado                  | 4.886.400      |
| Birmania                        | País financiado                  | 4.224.000      |
| Irán                            | País autofinanciado              | 4.216.800      |
| Kenia                           | País financiado                  | 4.176.000      |
| Uganda                          | País financiado                  | 3.552.000      |
| Sudán                           | País financiado                  | 3.396.000      |
| Sudáfrica                       | País autofinanciado              | 3.093.000      |
| Afganistán                      | País financiado                  | 3.024.000      |
| Colombia                        | País autofinanciado              | 2.670.600      |
| Uzbekistán                      | País financiado                  | 2.640.000      |
| Angola                          | País financiado                  | 2.544.000      |
| Mozambique                      | País financiado                  | 2.424.000      |
| Ghana                           | País financiado                  | 2.412.000      |
| Ucrania                         | País financiado                  | 2.332.200      |
| Yemen                           | País financiado                  | 2.316.000      |
| Argentina                       | País autofinanciado              | 2.275.200      |
| Nepal                           | País financiado                  | 2.256.000      |
| Argelia                         | País financiado                  | 2.200.800      |
| Camerún                         | País financiado                  | 2.052.000      |
| Costa de Marfil                 | País financiado                  | 2.040.000      |
| Irak                            | País autofinanciado              | 2.018.400      |
| Corea del Norte                 | País financiado                  | 1.992.000      |
| Canadá                          | País autofinanciado              | 1.903.200      |
| Marruecos                       | País financiado                  | 1.881.600      |
| Níger                           | País financiado                  | 1.872.000      |
| Perú                            | País autofinanciado              | 1.770.600      |
| Arabia Saudita                  | País autofinanciado              | 1.747.200      |
| Corea del Sur                   | País autofinanciado              | 1.713.800      |
| Sri Lanka                       | País financiado                  | 1.692.000      |
| Malasia                         | País autofinanciado              | 1.624.800      |
| Burkina Faso                    | País financiado                  | 1.620.000      |
| Mali                            | País financiado                  | 1.572.000      |
| Malaui                          | País financiado                  | 1.476.000      |
| Zambia                          | País financiado                  | 1.428.000      |
| Venezuela                       | País autofinanciado              | 1.425.600      |
| Camboya                         | País financiado                  | 1.296.000      |
| Senegal                         | País financiado                  | 1.296.000      |
| Chad                            | País financiado                  | 1.272.000      |
| Somalia                         | País financiado                  | 1.224.000      |
| Zimbabue                        | País financiado                  | 1.152.000      |
| Ruanda                          | País financiado                  | 1.098.960      |
| Costa Rica                      | País autofinanciado              | 1.052.000      |
| Guinea                          | País financiado                  | 1.020.000      |
| Siria                           | País financiado                  | 1.020.000      |
| Bolivia                         | País financiado                  | 992.430        |
| Chile                           | País autofinanciado              | 957.600        |
| Benín                           | País financiado                  | 936.000        |
| Ecuador                         | País autofinanciado              | 885.600        |
| Haití                           | País financiado                  | 876.000        |
| Sudán del Sur                   | País financiado                  | 864.000        |
| Guatemala                       | País autofinanciado              | 847.200        |
| Tayikistán                      | País financiado                  | 732.000        |
| Túnez                           | País financiado                  | 686.400        |
| Papúa Nueva Guinea              | País financiado                  | 684.000        |
| Togo                            | País financiado                  | 636.000        |
| Sierra Leona                    | País financiado                  | 612.000        |
| Laos                            | País financiado                  | 564.000        |
| República Dominicana            | País autofinanciado              | 542.400        |
| Jordania                        | País autofinanciado              | 511.200        |
| Azerbaiyán                      | País autofinanciado              | 506.400        |
| Kirguistán                      | País financiado                  | 504.000        |
| Nicaragua                       | País financiado                  | 504.000        |
| Honduras                        | País financiado                  | 496.800        |
| República del Congo             | País financiado                  | 420.000        |
| Liberia                         | País financiado                  | 384.000        |
| El Salvador                     | País financiado                  | 375.480        |
| República Centroafricana        | País financiado                  | 372.000        |
| Mauritania                      | País financiado                  | 360.000        |
| Paraguay                        | País autofinanciado              | 357.600        |
| Serbia                          | País autofinanciado              | 345.600        |
| Libia                           | País autofinanciado              | 343.200        |
| Líbano                          | País autofinanciado              | 340.800        |
| Singapur                        | País autofinanciado              | 288.000        |
| Palestina                       | País financiado                  | 277.440        |
| Costa Rica                      | País autofinanciado              | 254.400        |
| Omán                            | País autofinanciado              | 254.400        |
| Nueva Zelanda                   | País autofinanciado              | 249.600        |
| Panamá                          | País autofinanciado              | 216.000        |
| Georgia                         | País autofinanciado              | 214.050        |
| Mongolia                        | País financiado                  | 188.940        |
| Moldavia                        | País financiado                  | 180.570        |
| Gambia                          | País financiado                  | 180.000        |
| Bosnia y Herzegovina            | País autofinanciado              | 177.000        |
| Uruguay                         | País autofinanciado              | 172.800        |
| Lesoto                          | País financiado                  | 156.000        |
| Armenia                         | País autofinanciado              | 146.400        |
| Jamaica                         | País autofinanciado              | 146.400        |
| Guinea                          | País financiado                  | 144.000        |
| Catar                           | País autofinanciado              | 144.000        |
| Albania                         | País autofinanciado              | 141.600        |
| Namibia                         | País autofinanciado              | 127.200        |
| Botsuana                        | País autofinanciado              | 117.600        |
| Bután                           | País financiado                  | 113.850        |
| Cabo Verde                      | País financiado                  | 113.850        |
| Comoras                         | País financiado                  | 108.000        |
| Yibuti                          | País financiado                  | 108.000        |
| Suazilandia                     | País financiado                  | 108.000        |
| Islas Salomón                   | País financiado                  | 108.000        |
| Macedonia del Norte             | País autofinanciado              | 103.200        |
| Maldivas                        | País financiado                  | 113.850        |
| Bahamas                         | País autofinanciado              | 100.800        |
| Baréin                          | País autofinanciado              | 100.800        |
| Barbados                        | País autofinanciado              | 100.800        |
| Belice                          | País autofinanciado              | 100.800        |
| Brunéi                          | País autofinanciado              | 100.800        |
| Fiyi                            | País financiado                  | 100.800        |
| Guyana                          | País financiado                  | 100.800        |
| Kosovo                          | País financiado                  | 100.800        |
| Mauricio                        | País autofinanciado              | 100.800        |
| Timor Oriental                  | País financiado                  | 100.800        |
| Trinidad y Tobago               | País autofinanciado              | 100.800        |
| Vanuatu                         | País financiado                  | 100.800        |
| Santo Tomé y Príncipe           | País financiado                  | 96.000         |
| Montenegro                      | País autofinanciado              | 84.000         |
| Samoa                           | País financiado                  | 79.200         |
| Surinam                         | País autofinanciado              | 79.200         |
| Santa Lucía                     | País financiado                  | 74.400         |
| Kiribati                        | País financiado                  | 48.000         |
| Micronesia                      | País financiado                  | 48.000         |
| Granada                         | País financiado                  | 45.600         |
| San Vicente y las Granadinas    | País financiado                  | 45.600         |
| Tonga                           | País financiado                  | 43,200         |
| Antigua y Barbuda               | País autofinanciado              | 40.800         |
| Dominica                        | País financiado                  | 28.800         |
| Andorra                         | País autofinanciado              | 26.400         |
| Islas Marshall                  | País financiado                  | 24.000         |
| San Cristóbal y Nieves          | País autofinanciado              | 21.600         |
| Mónaco                          | País autofinanciado              | 7.200          |
| Nauru                           | País autofinanciado              | 7.200          |
| Tuvalu                          | País financiado                  | 4.800          |
| TOTAL                           | TOTAL                            | 320.064.420    |

## Críticas
Uno de los principales obstáculos para su éxito es la falta de apoyo de las principales potencias mundiales: si bien es apoyada por países como China, Argentina, Brasil, Alemania, Canadá o México, la Unión Europea no se ha pronunciado sobre un posible apoyo, pese a que todos los países miembros de la UE apoyan el COVAX.; adicionalmente, durante la administración del presidente Donald Trump, Estados Unidos boicoteó la iniciativa. No fue sino hasta enero de 2021, que la administración de su sucesor, Joe Biden, anunció que Estados Unidos se incorporaría al fondo COVAX lo antes posible.
Rusia no se ha unido a la alianza, pese a que ofreció compartir información de su vacuna con las demás farmacéuticas; así mismo, el gobierno ruso dijo que estarían dispuestos a ayudar a la alianza. El 15 de diciembre de 2020, Reuters publicó un informe, presentado por expertos a GAVI, que señalaba que la iniciativa COVAX estaba al borde del fracaso debido a la "falta de fondos, los riesgos de suministro y los arreglos contractuales complejos", cosa que implicaría que los países afiliados a la iniciativa que no pueden comprar vacunas por otros medios no recibirían las vacunas hasta el año 2024. Además, los países más ricos, que representan el 15% de la población mundial, ya acapararon el 50% de las vacunas que se han producido hasta ahora y que se producirán hasta mediados de 2022. La mayoría de países en regiones como América Latina, solo tendrían acceso a las vacunas de COVAX en 2022, en condiciones favorables. Tras la publicación de este informe, la OMS aseguró que sí podrá conseguir los 2.000 millones de dosis para los países miembros de la iniciativa, pero que solo hay garantía de conseguir 1.000 millones. Por otro lado, también se señaló que el principal riesgo está en las cláusulas que permiten a los países miembros comprar vacunas por otros medios distintos a la alianza.  para lograr vacunar al 20% de las personas de los países más pobres del mundo, el Covax señaló que necesita otros US$4.900 millones adicionales a los US$2.100 millones que ya ha recaudado.
También se ha conocido el caso del Instituto Suero de India, que, pese a tener un compromiso de venta con COVAX, prefirió primero vender las vacunas al gobierno indio. En este mismo sentido, ha habido temores de que la farmacéuticas no puedan producir lo prometida a la alianza, al destinar sus primeras fabricaciones a los países de altos ingresos.
Otro problema de esta alianza es que lo único que hace es donar las vacunas a los países, cuando muchas de las vacunas en desarrollo necesitan de una costosa infraestructura para su aplicación, sobre todo debido a que se deben a mantener guardadas en temperaturas muy bajas, temperaturas que no pueden garantizar la mayoría de sistemas sanitarios de los países más pobres. Además, poseer esta infraestructura es requisito para acceder a las vacunas.
Aunque COVAX tenía como objetivo entregar las vacunas al mismo tiempo que las adquirían los países ricos, para empezar la campaña de vacunación al mismo tiempo, esto resultó infructuoso, pues para finales de febrero, el 80% de las 210 millones de dosis de vacunas administradas a nivel mundial hasta ese momento se habían administrado en solo 10 países.
Así mismo, líderes políticos como el Ministro de Salud de Bolivia, Jeyson Auza, han señalado al mecanismo de estar dominado por los países ricos.
La vacuna más suministrada por COVAX ha sido la controvertida producida por AstraZeneca, vinculada con casos de trombosis tras la aplicación.
Un análisis de la Organización Mundial de la Salud publicado el 7 de mayo de 2021 reveló que el plan excluía a 46 millones de personas de grupos vulnerables como solicitantes de asilo, refugiados, emigrantes y desplazados internos. El informe criticaba la inacción de países beneficiarios como Nigeria, India o Indonesia a la hora de facilitar vacunas a esta población.